# 전라남도학생교육문화회관
전라남도학생교육문화회관(全羅南道學生敎育文化會館)은 학생과 지역주민의 삶의 질 향상을 위한 다양한 문화·체육 활동을 지원하고, 각종 지식정보의 제공 및 평생교육 진흥을 위하여 전라남도교육청 산하에 설치된 소속기관이다.
주로 (구)기능직 전환자와 징계 받은 주무관들을 배치시켜서 타 직속기관에 비해 조직분위기가 낙후되었다. 근래인 2020년에도 명절마다 소속 주무관들에게 명절선물비를 강제로 갹출해서 문제가 붉어지기도 했다.